# 来栖正之
来栖 正之（くるす まさゆき、1964年5月29日 - ）は、毎日放送（MBS）所属のアナウンサー。
MBSには1989年に入社。MBSラジオの競馬中継では、1991年から実況を担当しているほか、2014年頃からプロデューサーやディレクターを兼務している。なお、2024年5月31日に正社員としての定年（60歳）を迎えたが、翌6月1日以降も「シニアスタッフ」（嘱託扱いのアナウンサー）としてMBSに在籍。

## 来歴
茨城県石岡市の出身で、茨城県立土浦第一高等学校から、2年間の浪人生活を経て千葉大学教育学部へ入学。千葉大学ではラグビー部に所属するかたわら、体育の教員免許を取得した。その一方で、学内では落語研究会にも所属。「女難亭さする」という高座名で活動していたほか、東京アナウンス学院にも通っていた。
大学卒業後の1989年に、アナウンサーとして新卒扱いでMBSへ入社。同期入社組に、現在もアナウンサーである馬野雅行、テレビプロデューサーの越智暁がいる。前述した経緯から、新卒採用の同期社員とは2歳年上で、入社時の年齢は24歳であった。
入社3年目の1991年から、MBSラジオの競馬中継で実況を担当。1995年の日本ダービーを皮切りに、数々の重賞レースを実況している。さらに、MBSがテレビ放送事業とラジオ放送事業を兼営していた2014年頃からは、アナウンサー室に籍を置きながらラジオ局の制作センター（当時の部署）にも所属。競馬中継のプロデューサーやディレクターも兼務するようになった。
テレビでは、バラエティ番組で進行役・ナレーター・リポーター・実況を務めることが多い。現在も同僚である古川圭子と共に、1996年6月から『おはようクジラ』（TBSテレビ制作・全国ネットの生放送番組）へ近畿地方担当キャスターとして出演。番組内のプロ野球情報コーナー「プロ野球応援バトル」にも、地元球団（阪神タイガース、オリックス・ブルーウェーブ）を応援する役回りで登場していた。1997年1月10日に日本のテレビ局の番組で初めて西宮神社（兵庫県西宮市）から「十日戎開門神事福男選び」の生中継を実施した際には、地元局のアナウンサーで競馬実況も担当していることから、神社の境内で神事の一部始終を実況している。
その一方で、毎日放送のアナウンサー室が定期的に開催している絵本の朗読イベント（「MBSアナウンサーものがたりの世界」→「おはなし夢ひろば」）では、一部の公演で朗読を披露。2013年度の公演までは、「リーダー」という肩書で運営にも従事していた。
MBSは2021年4月1日付でラジオ放送事業を「株式会社MBSラジオ」へ移管するとともに、テレビ単営局へ移行したが、来栖はアナウンス職のままMBSの総合編成局（移管と同時に新設された「アナウンスセンター」）へ在籍。株式会社MBSラジオでは、「MBSアナウンサー」として番組へ出演しつつ、プロデュースセンター（毎日放送ラジオ局の制作センターを引き継いだ部署）にも所属しながら競馬中継の制作業務へ引き続き従事している。
2024年の誕生日で「還暦」（60歳）へ達したことに伴って、同年5月31日にMBS正社員としての定年を迎えたが、翌6月1日以降も嘱託扱いの「シニアスタッフ」として毎日放送グループでのアナウンス業務を継続。競馬中継にも、「MBSアナウンサー」という肩書で引き続き出演している。

## 人物・趣味
- 土浦第一高校およびMBSでの後輩に、2007年入社の鈴木健太（現在は東京支社の広報部員）がいる。鈴木はアナウンサーとしてMBSに採用されたため、2017年7月に東京支社のPR部へ異動するまでは来栖の部下でもあった。
- 東京アナウンス学院でのクラスメイトだった高梨史江と、MBSへの入社後に結婚している。高梨は大妻女子大学からアナウンサーとして静岡放送（MBSと同じJNN・JRN加盟局）に採用されていたが、来栖によれば、「JNN系列各局のアナウンサーがTBS本社のスタジオで一堂に会した特別番組（詳細不明）へ2人とも出演した際に、高梨から声を掛けられたことをきっかけに交際を始めた」という。
  - 高梨は交際中に静岡放送を退社したが、来栖と結婚してからは、新たな本名の「来栖史江」名義で（自宅とMBSの本社が所在する）近畿地方を拠点にフリーアナウンサーとして活動している。
  - 来栖の同僚である上泉雄一（1992年にMBSへ入社）とは、互いの自宅が近いこともあって家族ぐるみで仲が良く、上泉が来栖一家との交流を自身の担当番組（MBSラジオの『上泉雄一のええなぁ!』などで）で語ることも多い。
- MBS入社2年目の1990年には、放送対象地域の大阪市内で国際花と緑の博覧会が開かれていたことから、会期中に会場（鶴見緑地）からの生中継によるテレビ番組へレギュラーで出演していた。この番組が博覧会の閉幕と共に終了したことを受けて、当時の上司だった蜂谷薫の勧めで、蜂谷が長年にわたってラジオで担当していた競馬実況の練習を開始。本人は後に、「競馬には、高校生時代からラジオの実況中継を通じて興味を持っていた」と語っている。
  - 2002年以降は一時、ドバイワールドカップに日本の調教馬が出走する場合に、競馬担当のアナウンサーとしてMBS向けの生中継で実況することもあった。2012年3月下旬に同レースの実況でドバイへ赴いた際には、当時ニュースキャスターとして定期的に出演していた『ちちんぷいぷい』（MBSテレビ）の海外取材企画「リアル世界くん」のリポーターも担当。2007年4月22日には、『サタうま!』（関西テレビで当時放送されていた競馬情報番組）の「サタうま!秘密会議」第226回（フローラステークス）にもゲストで出演した。
  - MBSのラジオ放送事業が株式会社MBSラジオへ移管された後の競馬中継では、2022年5月15日から2023年4月2日まで、MBSの現職アナウンサーでただ1人実況や司会を担当していた。移管前に実況と司会を来栖と交互に担当していた同僚アナウンサー（仙田和吉と河本光正）のうち、ラジオ日本から2001年に移籍していた仙田がMBSの早期退職制度を通じて移管の前日（2021年3月31日）に退社したほか、河本が移管後の所属部署（来栖も在籍している総合編成局アナウンスセンター）内の担務変更を機に2022年5月8日放送分の中継をもって競馬の担当から離脱したことによる。実際には移管前からフリーアナウンサー（三宅秀一郎と中西則善）が実況・司会陣へ相次いで加わっているが、来栖は中継の出演や制作と並行しながら、2022年10月から中野広大（2021年にMBSへ新卒採用で入社した競馬実況志望のアナウンサー）の実況研修にも従事。その結果、中野は2023年4月9日の中継から実況陣に加わっている。
- MBSテレビの情報番組（『ちちんぷいぷい』木曜日→『土曜のよんチャンTV』→『三度の飯よりアレが好き!』→『グッジョブ!』）内で2012年度から断続的に放送されている「とびだせえほん!」（絵本作家の長谷川義史が出演する紀行ロケ企画）は、来栖がリーダーを務めていた時期の朗読公演（前述）に長谷川をゲストに招いたことがきっかけで誕生。長谷川は、2014年度以降の公演にも毎回登場しているほか、公演の開催が決まるたびに告知のポスターを描き下ろしている。
- 特技はマッサージで、競馬や落語に加えて、サッカーと鉄道のファンでもある。ただし、同期の馬野が「鉄道ファン」の一面を担当番組などで前面に押し出しているのに対して、来栖は「潜在的な鉄道ファン」であることを自称している。

## 現在の出演番組

### テレビ
- MBS NEWS（不定期）
  - 正社員時代には、宿直勤務で深夜 - 早朝の時間帯を担当することがあった。

### ラジオ
- ありがとう浜村淳です土曜日です（「競馬大作戦」コーナー）
- GOGO競馬サンデー!（ディレクターやプロデューサーも兼務）
  - 毎日放送正社員時代の2020年2月26日に放送された『次は〜新福島!=第3章・構築と解体=』（福島暢啓がパーソナリティを務めていたナイターオフ限定番組）では、「ラジオ解体ショー」（水曜日20時台のコーナー）で「『GOGO競馬サンデー!』を解体する」という企画が組まれたため、番組を代表して三宅秀一郎（実況担当でユウセイプランニング所属のフリーアナウンサー）・奥村麻衣子（アシスタント）と共に「解体師」（ゲスト）として出演した。
  - 2024年6月1日付で毎日放送の「シニアスタッフ」へ移行してからも、放送上は「毎日放送のアナウンサー」として実況や司会を継続している。
- GOGO競馬サタデー!（ラジオ関西制作、MBS業務提携）
- MBSニュース（不定期）
- コトノハ（不定期で出演）
  - 「コトノハ」（言葉）にこだわった毎日放送アナウンサー室制作の事前収録番組で、2021年10月4日から毎週月曜日（2023年9月25日までは21:45 - 22:00 → 同年10月2日以降は21:30 - 21:45）に放送。正社員定年の前後（後輩アナウンサーの松本麻衣子と共演した2024年5月27日・6月3日放送回）には、アナウンサーになるまでの経緯や、（定年の時点で）35年に及んでいた競馬実況アナウンサーとしての活動を回顧している。

スポーツアナウンサーとしての担当は競馬・競艇実況に特化しているが、バラエティ番組（年に1回MBSテレビで放送される吉本陸上競技会など）などでは陸上競技・競泳系企画の実況も担当。過去には、『ジャイケルマクソン』『ヨルカミ』などのテレビ番組で実況を経験した。
住之江競艇が場内でミニFM「FM住之江」を開設していた時期には、かつての上司・蜂谷薫（MBSを定年退職後にフリーアナウンサーへ転身）とともにパーソナリティーして活躍していた。
MBSラジオへのCMの出稿を募集する目的でMBS企画が制作しているラジオCMでは、2022年の途中から、来栖の単独出演による競馬実況風のバージョンを主に使用している。

## 過去の出演番組

### テレビ
- おはようクジラ（TBSテレビ制作・全国ネット、初代近畿地方担当アナウンサー、後に西靖と交代）
- すてきな出逢い いい朝8時（全国ネット、スポンサー・江崎グリコの生CM）
- あどりぶランド
- 吉本陸上競技会（第1回から2011年の第11回まで実況を担当）
- たかじんONE MAN（不定期）
- ジャイケルマクソン（不定期）
- VOICE（主に金曜分のニュースナレーターを担当）
- ちちんぷいぷい（通常は火曜・金曜のニュースコーナーのみ出演）
- 月曜ゴールデン・遺品整理人 谷崎藍子III（全国ネット・2012年11月5日放送）
- 痛快!明石家電視台「MBSアナウンサー26人大集合スペシャル」（2014年4月7日、アナウンサーの1人としてゲストで出演）
  - 競馬好きの明石家さんまの前で、第22回有馬記念（1977年）第4コーナーからの再現実況を披露した。
- ミント!
  - 2019年10月2日から2021年3月24日まで、「Newsミント!」（『VOICE』の流れを汲む関西ローカルニュースパート）の水曜分でニュースナレーターを担当。
- コトノハ図鑑（不定期）
  - 所属する毎日放送アナウンサー室の企画による番組。、龍谷大学落語研究会出身の後輩アナウンサー・福島暢啓（高座名：「きぬ乃家じん丹」）と共にトークパートへ出演していた2019年11月17日放送分「落語のコトノハ」では、「きぬ乃家じん丹」時代の福島と並ぶ格好で、「女難亭さする」時代の写真が紹介された。
  - 後継企画の「へぇ～のコトノハ」（2020年4月から2021年3月まで『ちちんぷいぷい』の月・水曜日→水曜日で放送）には、ナレーションを含めて出演の機会がなかった。

### ラジオ
- マツダ・ウィークエンドパーティー（1989年）
  - 毎日放送入社後初めてのレギュラー番組で、「マツダ ロータリー御堂筋」（マツダが当時大阪市内に開設していたショールーム）での公開収録をMAKOTOと共に進行。
- 諸口あきらのイブニングレーダー
  - 入社当初に放送されていた「明日への現場」で、木・金曜日に生中継リポートを担当。
- ウィニングラン!
- 競馬モーニング!
- 情報どっか〜んライブ!ホームランラジオ水曜日（2011年度のナイターオフ番組、スポーツコーナー担当）
- てくてく♪信州（2014年4月6日 - 9月28日、日曜6:45 - 7:00）
  - MBSラジオの番組で長年レギュラーを務めた後に、信州（長野県）へ移住した魚住由紀（フリーアナウンサー）と共にパーソナリティを担当。
- スマラジw『ナジャとアナの虹色レインボー』（2017年3月3日、パートナー）
- MBSヨル隊『ナジャ・グランディーバのレツゴーフライデー』（2018年1月19日）
  - 「ナジャじゃジャーナル」（18時台）のキャスターを担当。
- あどりぶラヂオ（2018年5月17日放送分から不定期でパーソナリティを担当）
- MBSヨル隊『メッセンジャーあいはらの夜はこれから!』（ナイターオフ番組）
  - 後輩アナウンサーの藤林温子がアシスタントを務めた2019年度放送分の「今夜こそ落としてみせる!あつこのハートに火をつけろ♡」（男性リスナーから藤林へのラブレターを募集したうえで一部を紹介するコーナー）で、「あつこ」（藤林）へのラブレターを代読。
- 夕方もポチッとMラジ「ポチっとMini枠」（事前収録のコーナーで月 - 木曜日の16時台終盤に放送）
  - 2024年5月の毎日放送の正社員定年を前に、同年2月12日 - 15日放送分と5月6日 - 9日放送分のパーソナリティを担当。「認知症を発症した影響で数年前から療養施設で生活している」という実母を、社業と並行しながら介護していることを告白した。
- 『Mラジ Music Treasure』「関岡香と来栖正之のたして120ミュージック」（2024年2月22日の未明に放送）
  - 毎日放送の同僚アナウンサーで、1987年に新卒扱いで入社していた関岡とのコンビでパーソナリティを担当。企画名の「たして120」は、関岡が2024年の4月・来栖が同年5月に「60歳」の誕生日を控えていたことに由来する。ちなみに、関岡は自身より1ヶ月早く、同年5月1日付で毎日放送の「シニアスタッフ」へ移行。

## 関連人物
- 馬野雅行
- 角淳一
- 板倉俊彦
- 蜂谷薫
- 平松邦夫
- 美藤啓文
- 仙田和吉
- 大八木友之
- 河本光正
- 柏木宏之
- 森本栄浩
- 高井美紀
- 古川圭子
- 千葉猛
- 上泉雄一
- 西靖
- 鈴木健太
- 越智暁
- 子守康範